# Campeonato Europeo de Gimnasia Rítmica de 2016
El XXXII Campeonato Europeo de Gimnasia Rítmica se celebró en Jolón (Israel) entre el 17 y el 19 de junio de 2016 bajo la organización de la Unión Europea de Gimnasia (UEG) y la Federación Israelita de Gimnasia.
Las competiciones se realizaron en el Pabellón Holon Toto de la ciudad israelí. 

## Países participantes
| - Andorra - Armenia - Austria - Azerbaiyán - Bielorrusia - Bulgaria - Croacia - Chipre - República Checa - Estonia - Francia - Finlandia | - Georgia - Alemania - Grecia - Hungría - Israel - Italia - Letonia - Lituania - Luxemburgo - Moldavia - Países Bajos - Noruega | - Polonia - Portugal - Rumania - Rusia - Eslovenia - Serbia - España - Suiza - Eslovaquia - Suecia - Turquía - Ucrania - Reino Unido |

## Resultados
| Evento                                 | Oro | Plata | Bronce |
| -------------------------------------- | --- | --- | --- |
| Concurso completo ind. (18.06)         | Yana Kudriavtseva · Rusia · 76,082 pts.                                                                                 | Margarita Mamun · Rusia · 75,632 pts. | Hanna Rizatdinova · Ucrania · 75,299 pts.                                                                   |
| Grupo 5 con cinta (19.06)              | Bielorrusia · Hanna Dudzenkova · Mariya Kadobina · Mariya Katsiak · Valeriya Pishchelina · Arina Tsitsilina · 18,516    | Israel Yuval Filo Alona Koshevatski Yekaterina Levina Karina Lyjvar Ida Mairin 18,400                                                      | España · Alejandra Quereda · Artemi Gavezou · Elena López · Lourdes Mohedano · Sandra Aguilar · 18,133      |
| Grupos 3 con mazas + 2 con aro (19.06) | Israel Yuval Filo Alona Koshevatski Yekaterina Levina Karina Lyjvar Ida Mairin 18,316                                   | España · Alejandra Quereda · Artemi Gavezou · Elena López · Lourdes Mohedano · Sandra Aguilar · 18,233                                     | Bulgaria Reneta Kamberova Liubomira Kazanova Mijaela Maevska Tsvetelina Naidenova Jristiana Todorova 18,183 |
| Grupos concurso completo (17.06)       | Rusia · Anastasiya Blizniuk · Anastasiya Maximova · Xeniya Poliakova · Anastasiya Tatareva · Mariya Tolkachova · 37,408 | Bielorrusia · Xeniya Cheldishkina · Hanna Dudzenkova · Mariya Kadobina · Mariya Katsiak · Valeriya Pishchelina · Arina Tsitsilina · 36,849 | Israel Yuval Filo Alona Koshevatski Yekaterina Levina Karina Lyjvar Ida Mairin 36,549                       |

## Medallero
| Núm. | País        | Oro | Plata | Bronce | Total |
| ---- | ----------- | --- | ----- | ------ | ----- |
| 1    | Rusia       | 2   | 1     | 0      | 3     |
| 2    | Israel      | 1   | 1     | 1      | 3     |
| 3    | Bielorrusia | 1   | 1     | 0      | 2     |
| 4    | España      | 0   | 1     | 1      | 2     |
| 5    | Bulgaria    | 0   | 0     | 1      | 1     |
| 5    | Ucrania     | 0   | 0     | 1      | 1     |
|      | TOTAL       | 4   | 4     | 4      | 12    |